# Bill Bowrey
William "Bill" Walter "Tex" Bowrey, född 25 december 1943, Sydney, New South Wales, Australien, är en australisk högerhänt tidigare tennisspelare. Gift med tennisspelaren Lesley Turner Bowrey.
Bill Bowrey är en lång gänglig idrottsman som spelade en tekniskt mycket god tennis. Han var alltid väl sedd av publiken. Han blev professionell spelare på WCT-touren 1970, men drog sig tillbaka från tävlingstennis 1971. Därefter bosatt i Texas.
Bowreys främsta merit är 1968 års singeltitel i Grand Slam-turneringen Australiska mästerskapen. Eftersom storspelare som Roy Emerson, Tony Roche och John Newcombe från säsongen 1968 spelade som proffs, var de inte välkomna i turneringen, varvid Bowrey seedades som etta från att ursprungligen ha varit oseedad. Bowrey nådde finalen där han besegrade han spanjoren Juan Gisbert med 7-5, 2-6, 9-7, 6-4. Segern innebar att han blev den siste amatörspelare som vann titeln i mästerskapen, som året därpå, 1969, öppnades också för professionella spelare. 
Som amatörspelare nådde Bowrey tillsammans med landsmannen Owen Davidson dubbelfinal i Wimbledonmästerskapen (1966), Australiska mästerskapen och US Open (1967) och tillsammans med Robyn Ebbern mixed dubbelfinal i Australiska mästerskapen 1968, dock utan att lyckas vinna någon titel. 
Bill Bowrey deltog i det australiska Davis Cup-laget i två möten 1968 och 1969. Han spelade totalt fyra matcher av vilka han vann två. Hans första framträdande gällde världsfinalen (Challenge Round) mot USA. Australien var titelförsvarare, men amerikanerna vann mötet med 4-1 i matcher. Bowrey lyckades dock besegra Arthur Ashe med 2-6 6-3 11-9 8-6. 

## Grand Slam-titlar
- Australiska mästerskapen
  - Singel - 1968